# Metro Prystai
Dmytro Prystai, dit Metro Prystai, - en ukrainien : Дмитро Пристай - (né le 7 novembre 1927 à Yorkton, dans la province de la Saskatchewan au Canada, et mort le 8 octobre 2013) est un joueur professionnel canadien de hockey sur glace.

## Carrière de joueur
Joueur canadien d'origine ukrainienne, il nait en Saskatchewan en 1927. Il fait ses débuts junior avec les Canucks de Moose Jaw avec lesquels il participe à trois reprises au tournoi de la Coupe Memorial sans toutefois remporter le titre.
Il signe par la suite un contrat avec les Black Hawks de Chicago avec lesquels il fait ses débuts professionnels dans la Ligue nationale de hockey lors de la saison 1947-1948. Il y connait sa meilleure saison avec une récolte de 51 points en 1949-1950. Il passe ensuite aux mains des Red Wings de Détroit où il y gagne à deux reprises la Coupe Stanley.
Il met un terme à sa carrière de joueur au terme de la saison 1958-59 après trois titre dans la LNH ainsi que trois participation au Match des étoiles de la Ligue nationale de hockey. Il devient entraîneur durant quelques saisons avant de prendre définitivement sa retraite du hockey en 1965.

## Statistiques de carrière
| Saison     | Équipe                 | Ligue          |     | Saison régulière | Saison régulière | Saison régulière | Saison régulière | Saison régulière |    | Séries éliminatoires | Séries éliminatoires | Séries éliminatoires | Séries éliminatoires | Séries éliminatoires |
| Saison     | Équipe                 | Ligue          | PJ  | B                | A                | Pts              | Pun              | PJ               | B  | A                    | Pts                  | Pun                  |                      |                      |
| 1943-1944  | Canucks de Moose Jaw   | LHJS           | 2   | 1                | 0                | 1                | 0                | 3                | 0  | 0                    | 0                    | 0                    |                      |                      |
| 1944-1945  | Canucks de Moose Jaw   | LHJS           | 15  | 13               | 8                | 21               | 6                | 4                | 7  | 5                    | 12                   | 0                    |                      |                      |
| 1945       | Canucks de Moose Jaw   | Coupe Memorial | -   | -                | -                | -                | -                | 17               | 8  | 10                   | 18                   | 19                   |                      |                      |
| 1945-1946  | Canucks de Moose Jaw   | LHJS           | 16  | 25               | 25               | 50               | 8                | 4                | 5  | 8                    | 13                   | 0                    |                      |                      |
| 1946       | Canucks de Moose Jaw   | Coupe Memorial | -   | -                | -                | -                | -                | 8                | 11 | 7                    | 18                   | 6                    |                      |                      |
| 1946-1947  | Canucks de Moose Jaw   | LHJS           | 22  | 32               | 39               | 71               | 8                | 6                | 5  | 9                    | 14                   | 0                    |                      |                      |
| 1947       | Canucks de Moose Jaw   | Coupe Memorial | -   | -                | -                | -                | -                | 15               | 9  | 17                   | 28                   | 6                    |                      |                      |
| 1947-1948  | Black Hawks de Chicago | LNH            | 54  | 7                | 11               | 18               | 25               | -                | -  | -                    | -                    | -                    |                      |                      |
| 1948-1949  | Black Hawks de Chicago | LNH            | 59  | 12               | 7                | 19               | 19               | -                | -  | -                    | -                    | -                    |                      |                      |
| 1949-1950  | Black Hawks de Chicago | LNH            | 65  | 29               | 22               | 51               | 31               | -                | -  | -                    | -                    | -                    |                      |                      |
| 1950-1951  | Red Wings de Détroit   | LNH            | 62  | 20               | 17               | 37               | 27               | 3                | 1  | 0                    | 1                    | 0                    |                      |                      |
| 1951-1952  | Red Wings de Détroit   | LNH            | 69  | 21               | 22               | 43               | 16               | 8                | 2  | 5                    | 7                    | 0                    |                      |                      |
| 1952-1953  | Red Wings de Détroit   | LNH            | 70  | 16               | 34               | 50               | 12               | 6                | 4  | 4                    | 8                    | 2                    |                      |                      |
| 1953-1954  | Red Wings de Détroit   | LNH            | 70  | 12               | 15               | 27               | 26               | 12               | 2  | 3                    | 5                    | 0                    |                      |                      |
| 1954-1955  | Red Wings de Détroit   | LNH            | 12  | 2                | 3                | 5                | 9                | -                | -  | -                    | -                    | -                    |                      |                      |
| 1954-1955  | Black Hawks de Chicago | LNH            | 57  | 11               | 13               | 24               | 28               | -                | -  | -                    | -                    | -                    |                      |                      |
| 1955-1956  | Black Hawks de Chicago | LNH            | 8   | 1                | 3                | 4                | 8                | -                | -  | -                    | -                    | -                    |                      |                      |
| 1955-1956  | Red Wings de Détroit   | LNH            | 63  | 12               | 16               | 28               | 10               | 9                | 1  | 2                    | 3                    | 6                    |                      |                      |
| 1956-1957  | Red Wings de Détroit   | LNH            | 70  | 7                | 15               | 22               | 16               | 5                | 2  | 0                    | 2                    | 0                    |                      |                      |
| 1957-1958  | Flyers d'Edmonton      | WHL            | 21  | 13               | 14               | 27               | 6                | -                | -  | -                    | -                    | -                    |                      |                      |
| 1957-1958  | Red Wings de Détroit   | LNH            | 15  | 1                | 1                | 2                | 4                | -                | -  | -                    | -                    | -                    |                      |                      |
| 1958-1959  | Flyers d'Edmonton      | WHL            | 4   | 1                | 0                | 1                | 4                | -                | -  | -                    | -                    | -                    |                      |                      |
| Totaux LNH | Totaux LNH             | Totaux LNH     | 674 | 151              | 179              | 330              | 231              | 43               | 12 | 14                   | 26                   | 8                    |                      |                      |

## Trophées et honneurs personnels
- Ligue nationale de hockey
  - Participation au Match des étoiles de la Ligue nationale de hockey (3 fois) — 1950, 1953 et 1954.
  - Champion de la Coupe Stanley avec les Red Wings de Détroit (2 fois) — 1952 et 1954.